# Tommaso Maria Francone

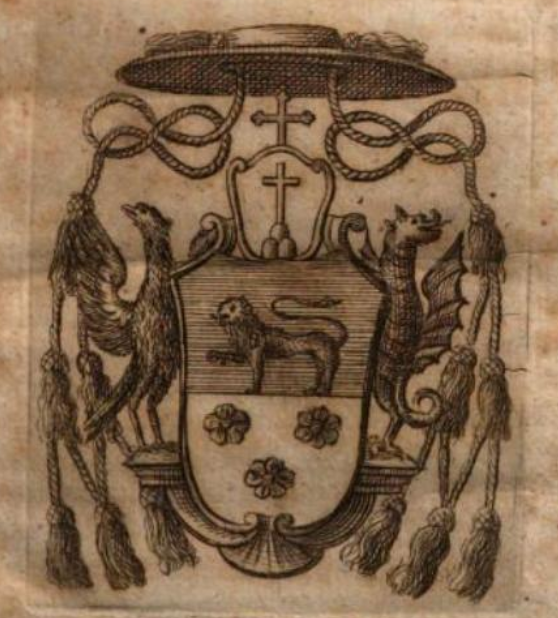
Bischofswappen von Tommaso Maria Francone

Tommaso Maria Francone (* 20. Dezember 1732; † 7. Mai 1799 oder 25. Mai 1799), auch Thomas Maria Francone, Tommaso Maria Framoni (sic) oder nur Tommaso Francone, war ein italienischer Ordensgeistlicher und ein römisch-katholischer Bischof von Umbriatico (Kalabrien) und danach Erzbischof von Manfredonia in Apulien. 		

## Leben
Tommaso Maria Francone wurde am 20. Dezember 1732 geboren. Über seine Herkunft gibt es widersprüchliche Angaben. Cappelletti gibt als Herkunftsort Ripatransone in der Provinz Ascoli Piceno, Region Marken an. Dagegen sagt Taccone-Galluci: Diözese Larino. In den Ergebnissen der Synode von 1784 heißt es zu Francone: patritius neapolitanus, was eine Herkunft aus Neapel nahelegen könnte. Die Notizie per l’anno ... nennen als Herkunftsort Ripafrancone, und der Anonymus nennt Ripa (Campobasso) als Herkunftsort. Ripafrancone konnte nicht identifiziert werden. Es ist anzunehmen, dass Cappellettis Ripafrancone nur ein Lapsus für Ripatransone war. Ripa bei Campobasso gehört(e) tatsächlich zur Diözese Larino.
1748 trat Francone in die Kongregation der Regularkleriker (lat. Ordo Clericorum Regularium, Ordenskürzel: CRth) ein, die im Deutschen meist Theatiner genannt wird. Am 20. Dezember 1755 wurde er zum Priester geweiht. Papst Pius VI. ernannte ihn am 17. Juli 1775 zum Bischof von Umbriatico. Die Bischofsweihe fand am 25. Juli 1775 statt und wurde von Kardinal Innocenzo Conti, Kardinalpriester von San Silvestro in Capite, in Rom vollzogen. Mitkonsekratoren waren (Titular-)Erzbischof Marcantonio Conti von Damascus und Bischof Michele Tafuri von Ravello und Scala. Bischof Francone versuchte, in seiner Diözese den Zehnten wieder einzuführen, der schon einige Zeit nicht mehr erhoben worden war. Dies führte allerdings zu einem Volksaufstand; er wurde in seinem Palast belagert. Nur die Vermittlung durch einige städtische Nobilitäten konnte Schlimmeres verhindern. Der Chronist von Cirò, Giovan Francesco Pugliese, beschreibt ihn als habgierig. Knapp zwei Jahre später am 23. Juni 1777 wurde Francone zum Erzbischof von Manfredonia in Apulien ernannt. 1784 veranstaltete er eine Diözesansynode, deren Beschlüsse in gedruckter Form vorliegen. Eine König Ferdinand IV. gewidmete Predigt von  Francone wurde in Neapel gedruckt. Francone starb am 7. Mai 1799 oder 25. Mai 1799 in Manfredonia.

## Anmerkung
1. ↑  Ripatransone liegt ca. 200 km nordwestlich von Larino, und gehört(e) nicht zum Bistum Larino.

| Vorgänger                 | Amt                              | Nachfolger     |
| ------------------------- | -------------------------------- | -------------- |
| Domenico Antonio Peronaci | Bischof von Umbriatico 1775–1777 | Nicola Notaris |

| Personendaten    | Personendaten                                                                                         |
| ---------------- | --- |
| NAME             | Francone, Tommaso Maria                                                                               |
| ALTERNATIVNAMEN  | Francone, Thomas Maria; Framoni, Tommaso Maria; Francone, Tommaso                                     |
| KURZBESCHREIBUNG | italienischer Geistlicher, römisch-katholischer Bischof von Umbriatico und Erzbischof von Manfredonia |
| GEBURTSDATUM     | 20. Dezember 1732                                                                                     |
| GEBURTSORT       | Ripatransone                                                                                          |
| STERBEDATUM      | 7. Mai 1799 oder 25. Mai 1799                                                                         |
| STERBEORT        | Manfredonia                                                                                           |